# Couepia
Couepia ist eine Pflanzengattung in der Familie der Goldpflaumengewächse (Chrysobalanaceae). Die seit 2014 nur noch etwa 62 Arten sind von Mexiko über Zentralamerika (nur etwa sieben Arten) bis Südamerika (mit Paraguay als südlichstem Fundort) verbreitet. Das Zentrum der Artenvielfalt ist das Amazonasgebiet in Brasilien sowie die Guyanas.

## Beschreibung

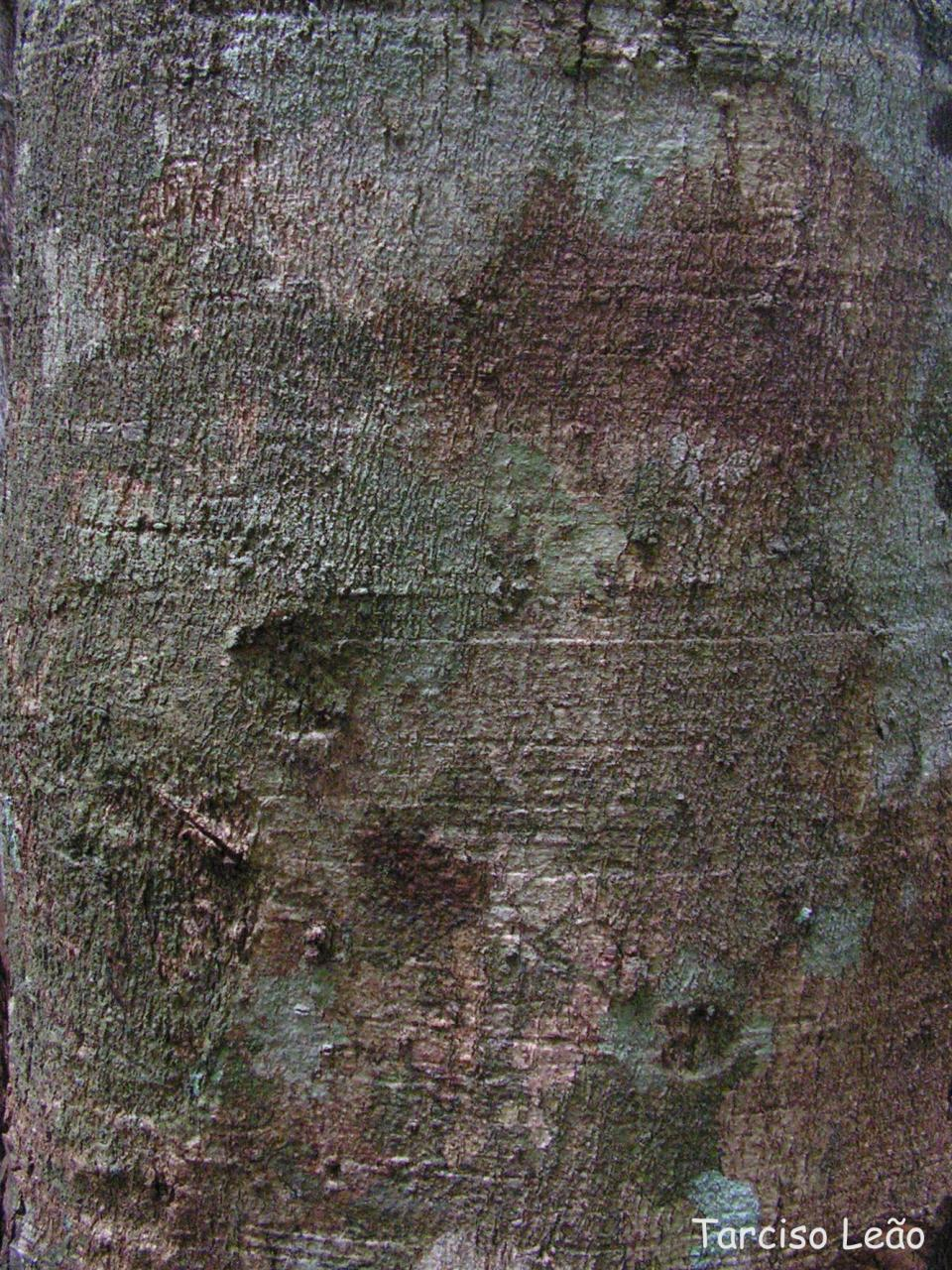
Borke von Couepia rufa

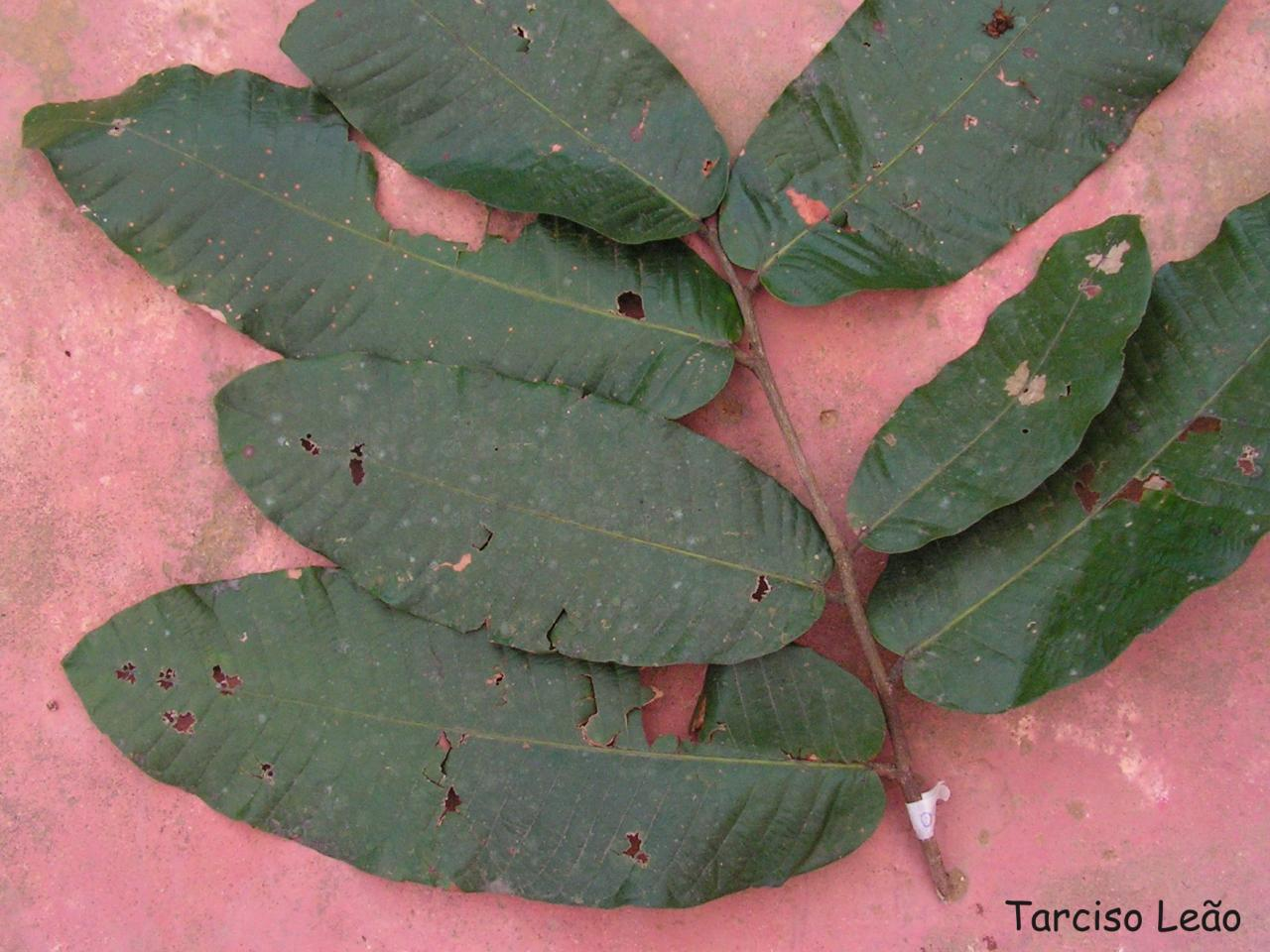
Zweig mit wechselständigen, einfachen Laubblättern von Couepia rufa mit kahler Blattoberseite

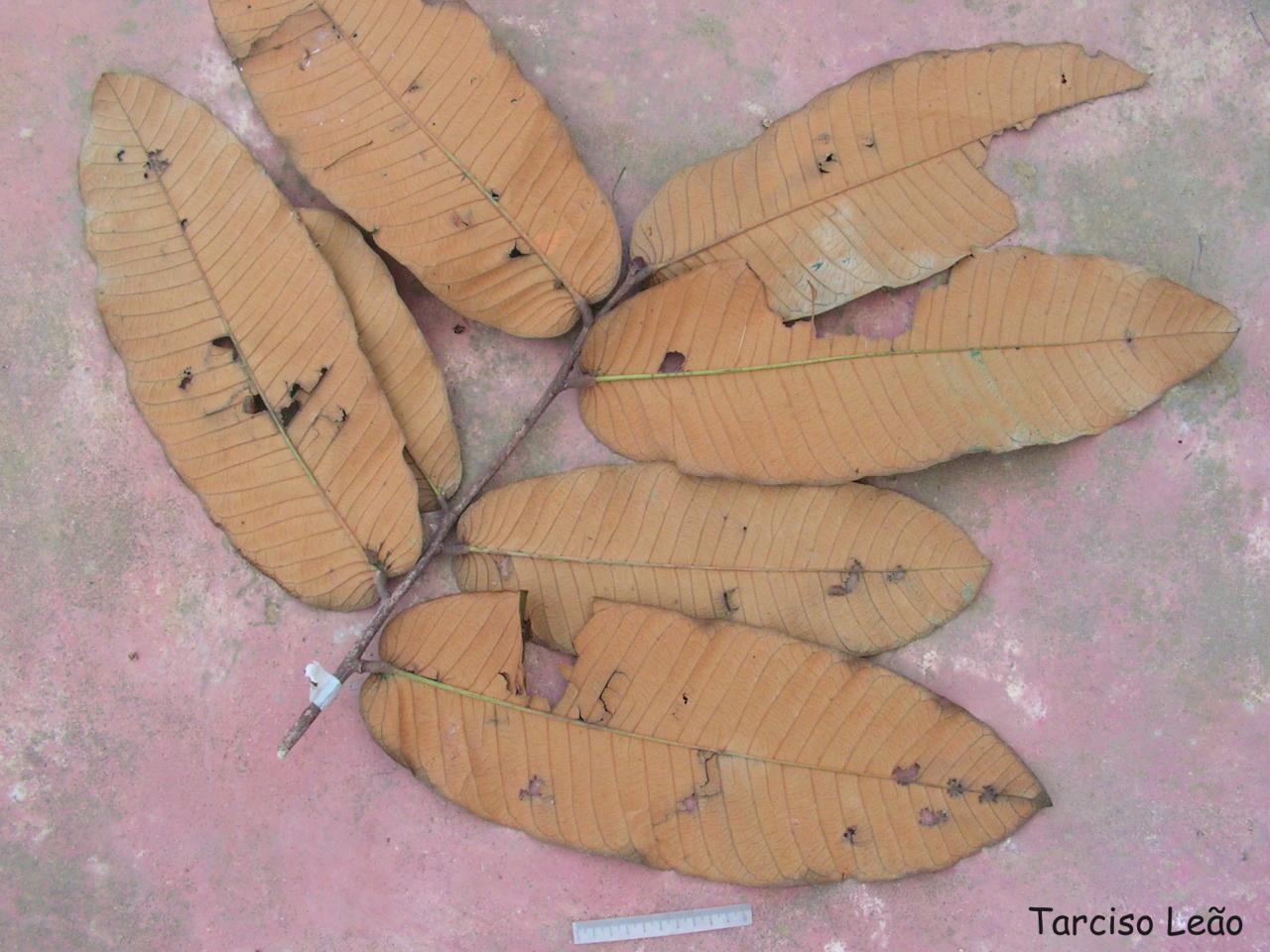
Zweig mit wechselständigen, einfachen Laubblättern von Couepia rufa mit behaarter Blattunterseite und Fiedernervatur

### Vegetative Merkmale
Die Couepia-Arten bilden mittelgroße Bäume, die meist Wuchshöhen von 20 bis 25 Metern erreichen, selten höher oder kleiner. Die Brusthöhendurchmesser betragen meist bis zu 50, selten bis zu 180 Zentimeter. Sie bilden mehr oder weniger dichte Baumkronen.
Die meist wechselständig an den Zweigen angeordneten Laubblätter sind meist gestielt. Die einfachen, ganzrandigen, häutigen bis mehr oder weniger ledrigen Blattspreiten sind elliptisch bis lanzettlich mit gerundetem bis zugespitztem oberen Ende und sie können bis zu 35 Zentimeter lang sein. Die Blattoberseite ist kahl und die Blattunterseite dicht behaart oder verkahlend. Es liegt Fiedernervatur vor. Die Laubblätter besitzen oft relativ kleine, flache Drüsen. Die haltbaren oder früh abfallenden Nebenblätter sind linealisch oder schmal-triangular.

### Generative Merkmale
Die end- oder seitenständigen Blütenstände sind mehr oder weniger gestielte Thyrsen, Trauben oder Rispen. Es können Deck- und Vorblätter vorhanden sein. Es sind meist Blütenstiele vorhanden.
Die zwittrigen Blüten sind asymmetrisch oder zygomorph und fünfzählig mit doppelter Blütenhülle. Es ist oft ein glockenförmiger bis röhriger, größerer und teils gestielter (Pedicellum), hohler Blütenbecher vorhanden an dem die Kelch- und Kronblätter sitzen. Es sind fünf Kelchlappen vorhanden. Die fünf kahlen oder flaumig behaarten Kronblätter sind teils früh abfallend.
Es sind selten 10 bis, meist 15 bis 300 freie, relativ lange Staubblätter vorhanden, die am Blütenbecher inseriert sind. Es können Staminodien vorhanden sein. Der ober- bis mittelständige, einkammerige und oft behaarte Fruchtknoten liegt vielfach seitlich am Rand / Mund des Blütenbechers. Der fadenförmige, meist lange Griffel setzt oft seitlich und am Grund des Fruchtknotens an.
Die rundlichen bis ellipsoiden Steinfrüchte enthalten nur einen Samen.

## Systematik, botanische Geschichte und Verbreitung

### Taxonomie
Die Gattung Couepia wurde 1775 durch Jean Baptiste Christophe Fusée Aublet in Histoire des Plantes de la Guiane Françoise, 1, Seite 519, Tafel 207 aufgestellt. Der Gattungsname Couepia leitet sich vom Trivialnamen in Französisch-Guyana ab. Typusart ist Couepia guianensis Aubl. Synonyme für Couepia Aubl. sind: Dulacia Neck., Pleragina Arruda nom. nud.

### Botanische Geschichte
Die erste Monographie von Prance 1972 hat 55 Arten enthalten und die zweite von Prance und Sother 2003 71 Arten. Sothers et al. 2014 stellten einige Arten in andere Gattungen (siehe weiter unten) und seither sind nur noch etwa 62 Arten akzeptiert.

### Äußere Systematik
Die Gattung Couepia gehört zur Tribus Couepieae in der Familie Chrysobalanaceae.

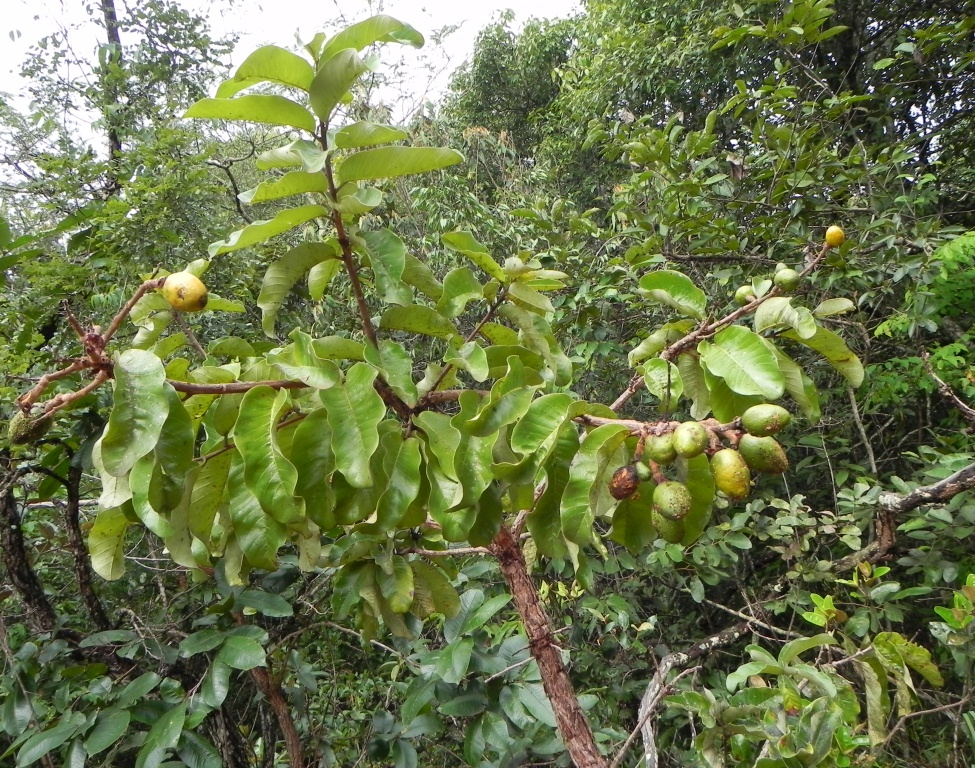
Laubblätter und Früchte von Couepia grandiflora

### Arten und ihre Verbreitung
Die Couepia-Arten sind von Mexiko über Zentralamerika (nur etwa sieben Arten) bis Südamerika (mit Paraguay als südlichstem Fundort) verbreitet. Das Zentrum der Artenvielfalt ist das Amazonasgebiet in Brasilien sowie die Guyanas.
Die etwa 62 seit 2014 noch akzeptierten Couepia-Arten sind:
- Couepia belemii Prance: Sie kommt in den brasilianischen Bundesstaaten vom südöstlichen Bahia bis Espírito Santo vor.[7]
- Couepia bernardii Prance: Sie kommt vom nördlichen Peru bis nordwestlichen Brasilien vor.[7]
- Couepia bondarii Prance: Sie kommt nur im südöstlichen Bahia vor.[7]
- Couepia bracteosa Benth.: Sie ist im tropischen Südamerika verbreitet.[7]
- Couepia carautae Prance: Sie kommt nur in Espírito Santo vor.[7]
- Couepia caryophylloides Benoist: Es gibt zwei Unterarten:[7]
  - Couepia caryophylloides Benoist subsp. caryophylloides: Sie kommt vom nördlichen Brasilien bis zu den Guyanas vor.[7]
  - Couepia caryophylloides subsp. glabra Prance: Sie kommt nur im brasilianischen Bundesstaat Pará vor.[7]
- Couepia cataractae Ducke: Sie kommt in den brasilianischen Bundesstaaten Rondônia sowie Pará vor.[7]
- Couepia chrysocalyx (Poepp.) Benth. ex Hook. f.: Sie ist im tropischen Südamerika verbreitet.[7]
- Couepia cidiana Prance: Sie kommt nur im westlichen Pará vor.[7]
- Couepia coarctata Prance: Sie kommt nur im südöstlichen Bahia vor.[7]
- Couepia comosa Benth.: Sie kommt in Guyana und im venezolanischen Bundesstaat Bolívar vor.[7]
- Couepia eriantha Spruce ex Hook. f.: Sie kommt im nördlichen Brasilien vor.[7]
- Couepia excelsa Ducke: Sie kommt in Französisch-Guyana und im nördlichen Brasilien vor.[7]
- Couepia exflexa Fanshawe & Maguire: Sie kommt in den Guyanas vor.[7]
- Couepia froesii Prance: Sie kommt im nördlichen Brasilien vor.[7]
- Couepia glabra Prance: Dieser Endemit kommt nur im brasilianischen Bundesstaat Amazonas in der Nähe von Manaus vor.[7]
- Couepia grandiflora (Mart. & Zucc.) Benth. ex Hook. f. (Syn.: Couepia formosana Taub., Couepia suberosa Pilg.): Sie ist von Bolivien über Paraguay bis Brasilien verbreitet.[7]
- Couepia guianensis Aubl.: Es gibt drei Unterarten:[7]
  - Couepia guianensis subsp. divaricata (Huber) Prance (Syn.: Couepia divaricata Huber, Couepia divaricata var. strictiuscula Huber): Sie ist von Venezuela über Guyana bis ins nördliche sowie nordöstliche Brasilien verbreitet.[7]
  - Couepia guianensis subsp. glandulosa (Miq.) Prance (Syn.: Couepia glandulosa Miq., Couepia myrtifolia Benth. ex Hook. f., Couepia thyrsiflora Hook. f.): Sie ist im tropischen Südamerika verbreitet.[7]
  - Couepia guianensis Aubl. subsp. guianensis (Syn.: Couepia leptostachya Benth. ex Hook. f., Couepia surinamensis Kleinh., Couepia versicolor Benoist): Sie ist im tropischen Südamerika verbreitet.[7]
- Couepia habrantha Standl.: Sie ist von Kolumbien und Venezuela über die Guyanas bis ins nördliche Brasilien verbreitet.[7]
- Couepia hallwachsiae D.Santam. & Lagom.: Sie wurde 2015 aus Costa Rica erstbeschrieben.[7]
- Couepia hondurasensis Prance: Sie wurde 1999 aus Honduras erstbeschrieben.[7]
- Couepia impressa Prance: Es gibt zwei Unterarten:[7]
  - Couepia impressa subsp. cabraliae Prance: Sie kommt nur in Bahia vor.[7]
  - Couepia impressa Prance subsp. impressa: Sie kommt im nordöstliche Brasilien vor.[7]
- Couepia insignis Fritsch: Sie kommt nur im südöstlichen Bahia vor.[7]
- Couepia janzenii D.Santam. & Lagom.: Sie wurde 2015 erstbeschrieben. Sie kommt von Costa Rica bis Panama vor.[7]
- Couepia joaquinae Prance: Sie kommt in Französisch-Guyana und im angrenzenden brasilianischen Bundesstaat Amapá vor.[7] Sie wurde 1998 in der Rote Liste gefährdeten Arten der IUCN als „Critically Endangered“ = „vom Aussterben bedroht“ bewertet. Sie wurde 1991 aus Jari erstbeschrieben. Seitdem und bis 1997 sind nur vier Exemplare bekannt.[9]
- Couepia krukovii Standl.: Sie kommt von Kolumbien und Bolivien bis ins nördliche Brasilien vor.[7]
- Couepia latifolia Standl.: Sie kommt von Kolumbien und Peru über Bolivien bis ins nördliche Brasilien vor.[7]
- Couepia leitaofilhoi Prance: Sie wurde 1999 aus dem brasilianischen Bundesstaat São Paulo erstbeschrieben.[7]
- Couepia longipetiolata Prance: Sie kommt nur im südöstlichen Bahia vor.[7]
- Couepia macrophylla Spruce ex Hook. f. (Syn.: Couepia speciosa Pilg.): Sie ist von Panama über das nördliche Südamerika bis ins nördliche Brasilien verbreitet.[7]
- Couepia magnoliifolia Benth. ex Hook. f.: Sie kommt im brasilianischen Bundesstaat Amazonas und in Französisch-Guyana vor.[7]
- Couepia maguirei Prance: Sie kommt vom südlichen Venezuela bis nordwestlichen Brasilien vor.[7]
- Couepia marleneae Prance: Dieser Endemit kommt nur im brasilianischen Bundesstaat Amazonas in der Nähe von Manaus vor.[7]
- Couepia martini Prance: Sie kommt nur in Französisch-Guyana vor.[7]
- Couepia meridionalis Prance: Sie kommt nur im brasilianischen Bundesstaat São Paulo vor.[7]
- Couepia monteclarensis Prance: Sie kommt in den brasilianischen Bundesstaaten südöstlichen Bahia bis Rio de Janeiro vor.[7]
- Couepia morii Prance: Sie kommt nur im brasilianischen Bundesstaat Amazonas vor.[7]
- Couepia multiflora Benth.: Sie kommt nur im brasilianischen Bundesstaat Roraima und in Guyana vor.[7]
- Couepia nutans Prance: Sie kommt nur im westlichen Kolumbien vor.[7]
- Couepia obovata Ducke: Sie ist im tropischen Südamerika verbreitet.[7]
- Couepia osaensis Aguilar & D.Santam.: Sie wurde 2014 aus Costa Rica erstbeschrieben.[7]
- Couepia ovalifolia (Schott) Benth. ex Hook. f. (Syn.: Couepia hypoleuca Miq.): Sie kommt im östlichen Brasilien vor.[7]
- Couepia oxossii Amorim & Asprino: Sie wurde 2018 aus dem Atlantischen Wald in Bahia erstbeschrieben.[10][7]
- Couepia paraensis (Mart. & Zucc.) Benth.: Es gibt seit 1972 drei Unterarten:[7]
  - Couepia paraensis subsp. cerradoana Prance: Sie kommt in den brasilianischen Bundesstaaten südöstlichen Pará bis Mato Grosso vor.[7]
  - Couepia paraensis subsp. glaucescens (Spruce ex Hook. f.) Prance (Syn.: Couepia duckei Huber, Couepia glaucescens Spruce ex Hook. f.): Sie ist im tropischen Südamerika verbreitet.[7]
  - Couepia paraensis (Mart. & Zucc.) Benth. subsp. paraensis (Syn.: Couepia vismioides Klotzsch ex Hook. f.): Sie kommt vom südlichen Venezuela bis westlichen Brasilien vor.[7]
- Couepia parvifolia Prance: Dieser Endemit kommt nur in der Serra do Petrópolis im brasilianischen Bundesstaat Rio de Janeiro vor.[7]
- Couepia pernambucensis Prance: Sie kommt in den brasilianischen Bundesstaaten Bahia und Pernambuco vor.[7]
- Couepia polyandra (Kunth) Rose (Syn.: Couepia kunthiana (Mart. & Zucc.) Benth. nom. superfl., Couepia dodecandra (Moc. & Sessé ex DC.) Hemsl., Couepia floccosa Fritsch): Sie ist von Mexiko über das ganze Zentralamerika verbreitet.[7]
- Couepia rankiniae Prance: Sie kommt in Französisch-Guyana und im brasilianischen Bundesstaat Amazonas vor.[7]
- Couepia reflexa Ducke: Sie kommt nur im brasilianischen Bundesstaat Pará vor.[7]
- Couepia robusta Huber: Sie kommt vom nördliche Brasilien bis Maranhão vor.[7]
- Couepia rufa Ducke (Syn.: Couepia glazioviana Pilg.): Sie kommt in den brasilianischen Bundesstaaten Pernambuco bis Minas Gerais vor.[7]
- Couepia sandwithii Prance: Sie kommt von Venezuela bis Guyana vor.[7]
- Couepia schottii Fritsch: Sie gedeiht in der Restinga-Vegetation in den brasilianischen Bundesstaaten südöstlichen Bahia über Espírito Santo bis Rio de Janeiro vor.[7][9]
- Couepia scottmorii Prance: Dieser Endemit kommt nur auf dem Cerro Jefe in Panama vor.[7] Sie wurde 1998 in der Rote Liste gefährdeten Arten der IUCN als „Critically Endangered“ = „vom Aussterben bedroht“ bewertet.[9] Sie gedeiht im Nebelwald in Höhenlagen von 800 bis 1000 Metern. Bevor dieses Gebiet als Chagres National Park unter Schutz gestellt wurde, war schon ein großer Teil dieses Waldes abgeholzt.[9]
- Couepia spicata Ducke: Sie kommt nur im brasilianischen Bundesstaat Amazonas vor.[7]
- Couepia stipularis Ducke: Dieser Endemit kommt nur im brasilianischen Bundesstaat Amazonas in der Nähe von Manaus vor.[7]
- Couepia subcordata Benth. ex Hook. f. (Syn.: Couepia amazonica Fritsch): Sie ist vom westlichen Südamerika bis nördlichen Brasilien verbreitet.[7]
- Couepia trapezioana Cuatrec.: Sie kommt in Kolumbien, im nördlichen Peru und nördlichen Brasilien vor.[7]
- Couepia uiti (Mart. & Zucc.) Benth. ex Hook. f. (Syn.: Couepia dahlgrenii Standl., Couepia martiana Hook. f., Couepia paraguariensis Hassl.): Sie kommt von Bolivien über Paraguay bis Brasilien vor.[7]
- Couepia ulei Pilg.: Sie ist im tropischen Südamerika verbreitet.[7]
- Couepia venosa Prance: Sie kommt im südöstliche Brasilien vor.[7]
- Couepia williamsii J.F.Macbr.: Sie kommt in Kolumbien, im nördlichen Peru und nördlichen Brasilien vor.[7]

Neun Arten wurden durch Sothers et al. 2014 in die neue Gattung Gaulettia Sothers & Prance gestellt:
- Couepia amaraliae Prance → Gaulettia amaraliae (Prance) Sothers & Prance
- Couepia canescens (Gleason) Prance → Gaulettia canescens (Gleason) Sothers & Prance
- Couepia canomensis (Mart.) Benth. ex Hook. f. → Gaulettia canomensis (Mart.) Sothers & Prance
- Couepia cognata (Steud.) Fritsch → Gaulettia cognata (Steud.) Sothers & Prance
- Couepia elata Ducke → Gaulettia elata (Ducke) Sothers & Prance
- Couepia foveolata Prance → Gaulettia foveolata (Prance) Sothers & Prance
- Couepia parillo DC. → Gaulettia parillo (DC.) Sothers & Prance
- Couepia racemosa Benth. ex Hook. f. → Gaulettia racemosa (Benth. ex Hook. f.) Sothers & Prance
- Couepia steyermarkii Maguire → Gaulettia steyermarkii (Maguire) Sothers & Prance

Auch einige weitere Arten wurden durch Sothers et al. 2014 in andere Gattungen gestellt:
- Couepia dolichopoda Prance → Acioa dolichopoda (Prance) Sothers & Prance[8]
- Couepia longipendula Pilg. → Acioa longipendula (Pilg.) Sothers & Prance[8]
- Couepia platycalyx Cuatrec. → Licania platycalyx (Cuatrec.) Sothers & Prance
- Couepia recurva Spruce ex Prance → Hirtella recurva (Spruce ex Prance) Sothers & Prance: Sie ist nur von vier Fundorten entlang der Osthänge der Anden in Ecuador bekannt.[9]

## Nutzung
Wenige Coupia-Arten (beispielsweise Couepia chrysocalyx, Couepia subcordata) werden als Zierpflanzen in tropischen Parks und Gärten verwendet. Wenige Coupia-Arten werden als Schattenbäume angepflanzt.
Die Früchte einiger Coupia-Arten sind essbar. Die Früchte von Couepia caryophylloides, Couepia chrysocalyx und Couepia rufa werden von Wildexemplaren geerntet und lokal gegessen. Wenige Coupia-Arten werden wegen der Früchte angebaut. Eine der wichtigsten Arten dieser Gattung, von denen die Früchte gegessen werden und deshalb angebaut werden, ist Couepia bracteosa.
Aus den Früchten von Couepia guianensis wird Öl gewonnen, das nach Mandelöl schmecken soll.
Von einigen Arten, beispielsweise Couepia carautae, Couepia chrysocalyx, Couepia dolichopoda, Couepia froesii, Couepia grandiflora, Couepia guianensis, Couepia macrophylla, Couepia paraensis, Couepia ulei, Couepia williamsii, werden Exemplare aus Wildbeständen entnommen und das Holz örtlich genutzt. Couepia bracteosa wird in der Neotropis angepflanzt und liefert gutes Holz.